# Jonathan Searle
Jonathan William Searle (Walton-on-Thames, 8 mei 1969) is een Brits voormalig roeier. Searle maakte zijn debuut tijdens de wereldkampioenschappen roeien 1989 in de acht met een bronzen medaille. Tijdens de Olympische Zomerspelen 1992 nam Searle deel samen met zijn jongere broer Gregory Searle en Garry Herbert als stuurman in de twee-met-stuurman, samen wonnen ze de gouden medaille. Dit was de laatste keer dat de twee-met-stuurman geroeid werd op de Olympische Zomerspelen. Een jaar later won Searle met dezelfde ploeggenoten de wereldtitel in de twee-met-stuurman tijdens de wereldkampioenschappen roeien 1993. Bij de wereldkampioenschappen roeien 1994 nam Searle samen met zijn broer deel in de vier-zonder en wonnen de bronzen medaille. Een jaar later won Searle de zilveren medaille tijdens de wereldkampioenschappen roeien 1995. Searle nam deel aan de Olympische Zomerspelen 1996 in de vier-zonder en behaalde samen met zijn broer de bronzen medaille. Searle's laatste deelname aan een internationaal toernooi was aan de wereldkampioenschappen roeien 1999, daar behaalde hij de zilveren medaille in de niet Olympische vier-met-stuurman.
Searle studeerde aan de prestigieuze Universiteit van Oxford.

## Resultaten
- Wereldkampioenschappen roeien 1989 in Bled  in de acht
- Wereldkampioenschappen roeien 1990 in Barrington 4e in de acht
- Wereldkampioenschappen roeien 1991 in Wenen  in de acht
- Olympische Zomerspelen 1992 in Barcelona  in de twee-met-stuurman
- Wereldkampioenschappen roeien 1993 in Račice  in de twee-met-stuurman
- Wereldkampioenschappen roeien 1994 in Indianapolis  in de vier-zonder
- Wereldkampioenschappen roeien 1995 in Tampere  in de vier-zonder
- Olympische Zomerspelen 1996 in Atlanta  in de vier-zonder
- Wereldkampioenschappen roeien 1999 in St. Catharines  in de vier-met-stuurman

1900: François Brandt & Roelof Klein ·
1920: Ercole Olgeni & Giovanni Scatturin & Guido de Filip ·
1924: Édouard Candeveau & Alfred Felber & Émile Lachapelle ·
1928: Hans Schöchlin & Karl Schöchlin & Hans Bourquin ·
1932: Joseph Schauers & Charles Kieffer & Edward Jennings ·
1936: Gerhard Gustmann & Herbert Adamski & Dieter Arend ·
1948: Finn Pedersen & Tage Henriksen & Carl Ebbe Andersen ·
1952: Raymond Salles & Gaston Mercier & Bernard Malivoire ·
1956: Arthur Ayrault & Conn Findlay & Armin Kurt Seiffert ·
1960: Bernhard Knubel & Heinz Renneberg & Klaus Zerta ·
1964: Edward Ferry & Conn Findlay & Henry Kent Mitchell ·
1968: Primo Baran & Renzo Sambo & Bruno Cipolla ·
1972: Wolfgang Gunkel & Jörg Lucke & Klaus-Dieter Neubert ·
1976: Harald Jährling & Friedrich-Wilhelm Ulrich & Georg Spohr ·
1980: Harald Jährling & Friedrich-Wilhelm Ulrich & Georg Spohr ·
1984: Carmine Abbagnale & Giuseppe Abbagnale & Giuseppe Di Capua ·
1988: Carmine Abbagnale & Giuseppe Abbagnale & Giuseppe Di Capua ·
1992: Jonathan Searle & Gregory Searle & Garry Herbert